# Aulacoderus draconis
Aulacoderus draconis is een keversoort uit de familie snoerhalskevers (Anthicidae). De wetenschappelijke naam van de soort is voor het eerst geldig gepubliceerd in 1984 door van Hille.